# ساپادیل ۸۸۳۵
سیارک ۸۸۳۵ (به انگلیسی: 8835 Annona، نامگذاری:1989SA3) هشت هزار و هشتصد و سی و پنجمین سیارک کشف شده‌است که در ۲۶ سپتامبر ۱۹۸۹ کشف شد.
قدر مطلق سیارک برابر ۱۲٫۵۰ است.